# Furturi celebre de opere de artă
Furturile celebre sunt furturi, care au intrat în istorie prin ingeniozitatea cu care au fost plănuite de niște răufăcători inteligenți.

Printre furturile cele mai celebre, după statistica Interpolului, se pot enumera, în afară de contrabanda cu droguri sau persoane, și furtul obiectelor de artă. După aprecierea FBI-lui, valoarea obiectelor furate se cifrează la 9 miliarde de franci elvețieni. Unele dintre aceste furturi celebre sunt descrise în continuare.

Mona Lisa de Leonardo da Vinci

- Unul dintre cele mai renumite furturi a fost în anul 1911, când Vincenzo Peruggia a furat din muzeul Louvre, «Mona Lisa» de Leonardo da Vinci. Pictura a fost ascunsă timp de doi ani de italian, care a fost arestat când a căutat să o vândă.
- În anul 1989, doi hoți au furat, din castelul Charlottenburg (Berlin), pictura lui Carl Spitzweg, «Săracul Poet», care n-a mai fost găsită.
- În anul 1990, hoții îmbrăcați în polițiști au furat din muzeul «Isabella Stewart Gardner», din Boston, picturi ale lui Rembrandt, Edgar Degas și Édouard Manet, în valoare de 350 milioane de franci. Picturile n-au mai fost găsite nici azi.
- Dar unul dintre cele mai spectaculare furturi a avut loc în anul 1991 în Amsterdam. Hoți înarmați au pătruns noaptea în muzeu, au decuplat sistemul de alarmă și au furat într-un timp record de 45 minute, 20 de picturi flamande în valoare de 700 de milioane de franci. Spre ghinionul hoților pe drum au avut o pană la mașină și, pentru a nu fi prinși, a trebuit să abandoneze pe drum picturile.
- În 1994, galeria de artă a lui Max Bollag a fost ținta mai multor furturi. La unul din furturi au dispărut 8 picturi ale lui Picasso, în valoare de 50 de milioane de franci. Șapte din ele au fost recuperate în 1999.
- În anul 1994 a avut loc cel mai mare furt din istoria Germaniei de după război, când au fost furate două picturi de-ale lui William Turner și Caspar David Friedrich, dintr-o galerie din Frankfurt am Main. Se presupune că furtul ar fi fost organizat de mafia iugoslavă, care a restituit picturile, contra unei sume de răscumpărare.
- În anul 2000 au fost furate de la muzeul național din Stockholm două picturi ale lui Renoir și Rembrandt. Au fost descoperite după doi ani, când s-a încercat valorificarea lor, dar hoții au reușit să scape fugind cu o barcă cu motor.

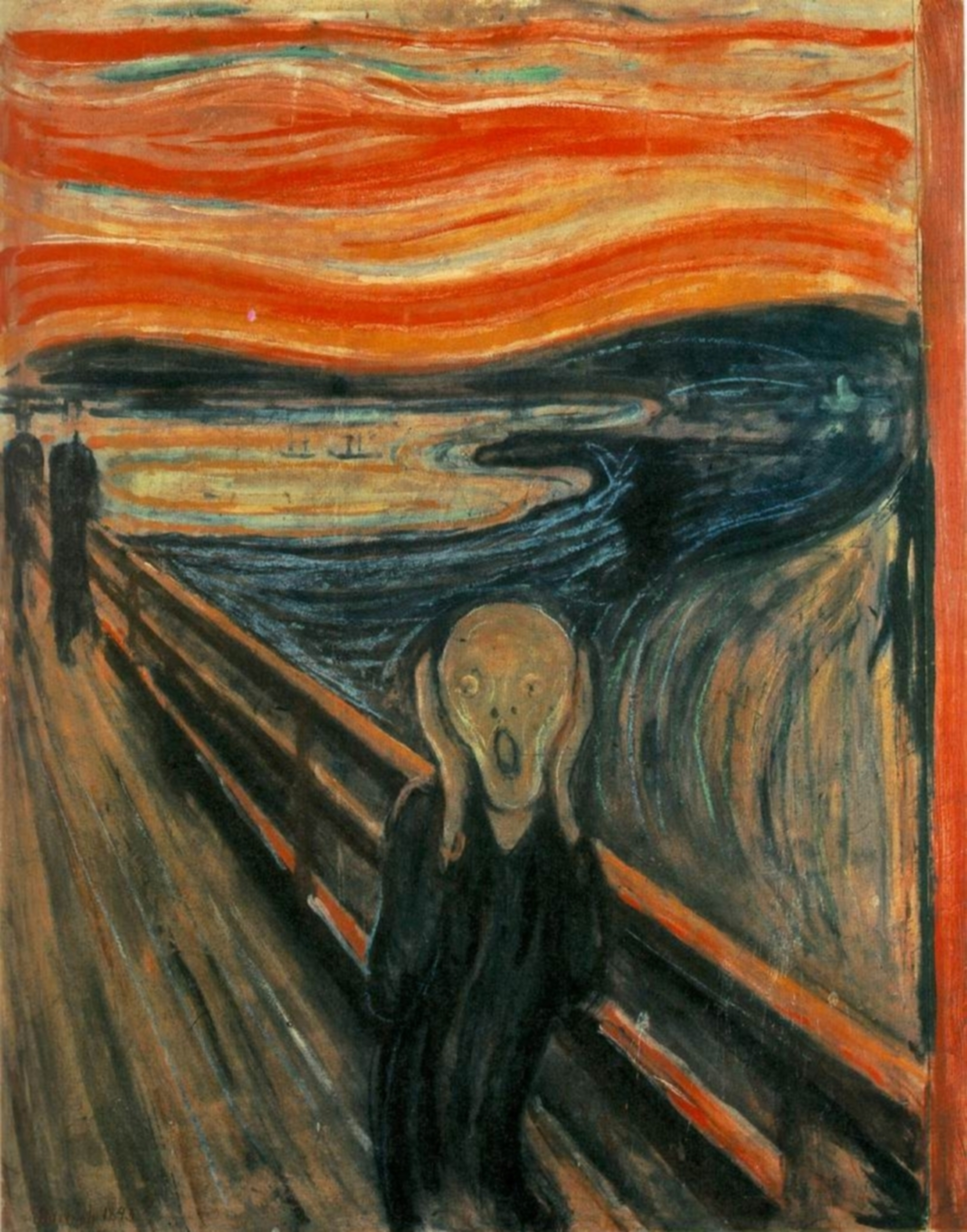
Edvard Munch - Ţipătul (1893), Galeria Naţională, Oslo

- În Lucerna, în anul 2001 a fost arestat Stephane Breitwieser din Alsacia, care a furat în Europa peste 239 de opere de artă, de o valoare inestimabilă, motivul furtului fiind nu numai valorificarea lor ci și dorința lui de a le colecționa. După arestare, mama lui a distrus o mare parte din aceste opere.
- Din Villa Esther Koplowitz, din Madrid, în anul 2001, au fost furate 20 de picturi în valoare de 400 milioane de franci. Printre picturile furate sunt opere de-ale lui Goya, Bruegel și Pissarro. Hoții au fost prinși când încercau să încaseze suma de răscumpărare.
- «Saliera», pictură de Benvenuto Cellini, furată în anul 2003 în Viena.
- «Strigătul» și «Madonna» de Edvard Munch, furate în 2004 din Oslo.
- Două picturi ale lui Picasso și Portinari, furate în São Paulo în decembrie 2007, au fost găsite după 2 săptămâni.
- Coiful de aur de la Coțofenești și trei brățări dacice au fost furate în noaptea de 24/25 ianuarie 2025 din Muzeul Drents din Assen.[1][2][3]

Seria furturilor continuă aproape anual, în ciuda perfecționării permanente a sistemelor de alarmă.